# Preuille
Das Dorf Preuille war eine ehemals selbständige französische Gemeinde, die 1827 an die Gemeinde Audes im Département Allier im Norden der Region Auvergne-Rhône-Alpes angeschlossen wurde. Preuille liegt circa zwei Kilometer nordöstlich von Audes.

## Geschichte
Der Ort ist in der Zeit der Merowinger als Perolium oder Pelodium überliefert.  

## Bevölkerungsentwicklung
| Jahr                       | 1793 | 1800 | 1806 | 1821 |
| Einwohner                  | 149  | 124  | 140  | 123  |
| Quellen: Cassini und INSEE |      |      |      |      |

## Sehenswürdigkeiten
- Schloss, erbaut im 19. Jahrhundert im Stil der Neorenaissance
- Kirche St-Bonnet